# Костабисара
Костабисара је насеље у Италији у округу Виченца, региону Венето.
Према процени из 2011. године у насељу је живело 3217 становника. Насеље се налази на надморској висини од 47 m.

## Становништво
| 1951. | 1961. | 1971. | 1981. | 1991. | 2001. | 2011. |
| ----- | ----- | ----- | ----- | ----- | ----- | ----- |
| 2.346 | 2.389 | 3.025 | 4.311 | 4.957 | 5.692 | 7.161 |